# Campos del Paraíso
Campos del Paraíso är en kommun i Spanien.   Den ligger i provinsen Provincia de Cuenca och regionen Kastilien-La Mancha, i den centrala delen av landet, 100 km sydost om huvudstaden Madrid. Antalet invånare är 932. Arean är 217 kvadratkilometer. Campos del Paraíso gränsar till Alcázar del Rey.
Terrängen i Campos del Paraíso är platt åt sydväst, men åt nordost är den kuperad.